# Villa Unión de Muñoz
Villa Unión de Muñoz är en ort i Mexiko.   Den ligger i kommunen Hidalgo och delstaten Durango, i den centrala delen av landet, 900 km nordväst om huvudstaden Mexico City. Villa Unión de Muñoz ligger 1 913 meter över havet och antalet invånare är 120.
Terrängen runt Villa Unión de Muñoz är lite kuperad.  Trakten runt Villa Unión de Muñoz är nära nog obefolkad, med mindre än två invånare per kvadratkilometer. Närmaste större samhälle är Las Playas, 7,0 km väster om Villa Unión de Muñoz. Omgivningarna runt Villa Unión de Muñoz är i huvudsak ett öppet busklandskap.